# Robert Bothereau
Robert Bothereau est un syndicaliste et résistant français né à Baule (Loiret) le 22 février 1901 et mort à Orléans (Loiret) le 31 mai 1985.
Il est, au côté de Léon Jouhaux, un des fondateurs du syndicat français Force ouvrière.

## Biographie

### Les débuts dans le syndicalisme
Fils d’un artisan tonnelier de Baule, Robert Bothereau est ajusteur mécanicien de profession. Il travaille d'abord dans la commune voisine de Meung-sur-Loire, où il adhère, dès 1919, au syndicat confédéré des métaux CGT. Il est ensuite embauché au parc automobile des établissements militaires d'Orléans. En 1928, il est élu secrétaire de la bourse du travail d'Orléans, puis de l’union départementale (UD) du Loiret en 1929. Il développe rapidement l’UD et il est remarqué de Léon Jouhaux et du bureau confédéral de la Confédération générale du travail qu’il intègre en décembre 1932.
Ses engagements syndicaux et républicains et son sens de l'organisation lui permettent de prendre une stature nationale. Dès 1939, avec Jouhaux, il appelle la CGT à dénoncer le pacte germano-soviétique (ce qui provoquera la deuxième scission de la confédération, puisque les dirigeants du Parti communiste français — PCF — s'y refusent et seront dès lors exclus de la CGT).

### La Seconde Guerre mondiale
Mobilisé en septembre 1939, démobilisé en juillet 1940, il reste officiellement en fonction au secrétariat confédéral jusqu'à la dissolution de la CGT par le gouvernement de Vichy en novembre 1940 . Pendant l'Occupation, Bothereau dénonce la charte du Travail imposée par le maréchal Pétain en 1940. Il reconstitue dans la clandestinité une structure de la CGT dissoute par le régime de Vichy ; il crée un réseau de Résistance dans sa région d'origine de Beaugency (ce qui lui vaudra la Légion d'honneur et la médaille de la Résistance). 
Avec l'entrée des communistes dans la Résistance en juin 1941, un rapprochement des deux tendances de la CGT est de nouveau possible : en avril 1943, Bothereau est à l'origine, avec Louis Saillant, des accords du Perreux et crée le journal clandestin Résistance ouvrière qui se veut alors unitaire : « Nous pouvons avoir des divergences de doctrine, de méthode et d'idéal avec d'autres camarades. Nous respectons toutes les opinions. […] On ne créera pas l'Unité française sans l'Unité ouvrière. »
Cette proclamation se heurte pourtant rapidement à la réalité, au lendemain de la guerre, de jour en jour plus évidente, de la stratégie de noyautage de tous les rouages de l'appareil syndical par l'appareil du PCF.

### Force ouvrière
En septembre 1944, Bothereau est membre du bureau confédéral de la CGT réunifiée mais, farouche défenseur de la charte d'Amiens et opposé à la mainmise du PCF sur la CGT qu'il avait contribué à réunifier, il rassemble les tendances non communistes en 1945 autour du journal Résistance ouvrière — qu'il rebaptise Force ouvrière — et, en 1946, dans le groupe des Amis de Force ouvrière. 
Le 19 décembre 1947, Bothereau quitte la CGT avec Jouhaux et trois autres membres du bureau, pour créer une confédération syndicale libre et indépendante, restaurant à la fois l’esprit de l’ancienne CGT et la tradition du syndicalisme indépendant. Au congrès constitutif de la CGT-FO, en avril 1948, il devient le premier secrétaire général de la nouvelle confédération. Du 26 mars 1947 au 15 janvier 1964, il est membre du Conseil économique et social.
En novembre 1963, il quitte volontairement son poste de secrétaire général de la confédération Force ouvrière, organise sa succession — André Bergeron lui succède — et prend soin de ne pas prendre parti dans la vie interne de la nouvelle direction de la confédération.
Bothereau est alors appelé à occuper plusieurs fonctions importantes : conseiller général de la Banque de France de 1963 à 1973, conseiller d'État en service extraordinaire de 1964 à 1967. À ce titre, il représente la France auprès de l'Organisation internationale du travail.
Au cours des années 1970, il se retire à Beaugency, jusqu'à sa mort à Orléans en 1985 à l'âge de 84 ans, un mois avant le décès de son épouse.

## Décorations
- Chevalier de la Légion d'honneur
- Médaille de la Résistance française
- Commandeur de l'ordre de l'Économie nationale (1955)[6]